# 美軍觀察組
美軍觀察組（英語：United States Army Observation Group），俗稱「迪克西使團」（Dixie Mission），是美國首次嘗試與當時在延安的中國共產黨及其八路军建立官方關係。使團從二次世界大戰期間的1944年7月22日開始建立，到1947年3月11日結束。

## 历史
1937年和1938年，曾任罗斯福总统的温泉官邸侍卫官、美国驻华武官埃文斯·福代斯·卡尔逊中校到过晋察冀八路军的抗日前线和游击区，做过三个月的考察，直接给罗斯福写了十七封信，如实反映他的耳闻目睹，作了详尽的报告。罗斯福总统也曾读过埃德加·斯诺的《红星照耀中国》，同斯诺有过几次面谈。因而罗斯福对中共的抗战情况有所了解，考虑过同中共合作和向延安提供类似给予南斯拉夫游击战争那样的援助。
1943年3月，周恩来在同美国驻华外交官戴维斯谈话时，重申中共欢迎美国派一些军官作为常驻观察员到华北抗日根据地搜集日军情报。美国驻华外交官范宣德、小约翰·佩顿·戴维斯、谢伟思向史迪威建议请美国政府派美军观察组去延安，并深入华北敌后，直接为美军航空部隊利用中国基地对日作战和美军未来在中国沿海地区登陆收集第一手情报，并认为派观察组去延安对美国在政治上十分必要。范宣德、戴维斯和谢伟思的英文名字都是「约翰」，都是主张联共抗日的，被称为“约翰三杰”。
史迪威于1943年6月向蒋介石提出此议。立即遭到蒋介石的拒绝。之后，史迪威直接向罗斯福总统提出这一建议。1944年1月15日，戴维斯再次向白宫呈送了一份建议向中共控制区派驻观察员的报告。1944年2月4日，史迪威将国民党在华北围堵八路军一事向马歇尔作了报告，指出蒋的这一做法对中国抗战有很大的损害。2月9日，罗斯福致电蒋介石，正式提出派遣美军观察组去陕西、山西等地共产党控制区的要求。罗斯福总统多次提出这一要求，但都遭到了蒋介石的拒绝。罗斯福认为，中国共产党是一支抗日的军队，在开罗会议上，他告诉自己的儿子：“蒋介石想使我们相信中国的共产党并无抗击日本军队的行动，但是我们所了解的却与他所说的完全不同。”3月22日，罗斯福再次要求蒋批准这个使团，为了给蒋介石施加压力，史迪威甚至推迟了中国军校学员到美受训的时间。
1944年4月爆发的豫湘桂战役，国民革命军一溃千里，引发世界反法西斯同盟阵营的哗然。在沉重的国际舆论压力下，蒋介石的态度有所松动。1944年5月，由二十几名中外记者组成的访问团獲准访问延安：莫里斯·沃陶（Morris Votaw，《巴爾的摩太陽報》）、哈里森·福尔曼（伦敦《泰晤士报》和《读者文摘》）、伊斯雷尔·爱泼斯坦（《纽约时报》、《时代生活》）和《纽约时报》的布魯克斯·艾金森。福尔曼和爱泼斯坦在访问后写了生动的报道，使全世界进一步了解到中共领导的抗日军队。此后蒋介石再未允许外国记者访问延安。
1944年6月23日，美国副总统华莱士受罗斯福委派作为特使到重庆同蒋介石会谈，他强调需要采取“一切措施”来结束对日战争和拯救美国士兵的生命，指出美国空袭日本与南满工业区的B-29超級堡壘轟炸機以及在华北地区进行空战的飞机随时可能被击落，需要中共控制区的军民营救飞行员，美军也亟须得到华北和华中的准确军事情报与气象情报，而派遣美军观察组去延安是军事需要，同政治问题无关。蒋介石最后同意美方要求，批准美军驻延安观察组的建立，同意该观察组直接受驻华美军司令部领导，同意包瑞德上校任组长。美国中缅印战区司令部最后确定了一份18人的名单，他们中有陆军、航空及通信兵和军医等，分属美国陆军、空军、海军、战略情报局系统。使团的任务是：搜集共军获取的日军情报，了解共军的作战和物资装备供应，考察中国北部地区的气象、经济等情况，协助延安和敌后根据地建气象站，为美军航空队提供可靠的气象情报。协调八路军和新四军对迫降在敌占区的美军飞行员进行救援。评估共产党对战争所能作出的贡献，探索与中共进行军事合作的可能性等。由于蒋介石认为叫代表团规格太高，经美方、重庆、延安三方协商，将代表团的名称定为“美军中缅印战区驻延安观察组”。美方给观察组起了一个别号，称为“迪克西使团”。“迪克西”原指美国南北战争时期南方诸州，源自一首歌颂南方的流行歌曲，在此比喻陕甘宁边区。反叛的南方人受到称赞，但终被北方人击败。
7月4日，美国独立日168周年，毛泽东和朱德当天宴请在延安的美国侨民和正在延安考察的中外记者团，并举办晚会。《解放日报》发表社论阐明：美国政府的外交主张是美英苏中的战时团结和战后团结…这个外交路线是符合美国利益和全人类利益的。中国不但在战时要求国际反法西斯战线的团结，以求得民族的独立，而且战后也要求国际的和平合作，以推进国家建设。
美军观察组人员来自陆军、海军、美国战略情报局、驻华美军司令部和美国驻华大使馆。美军观察组的第一批九人：
- 组长包瑞德上校，曾长期在中国担任武官，熟悉中国情况，汉语水平颇高，是美国陆军军事情报局（英语：Military Intelligence Service (United States)）在中、缅、印战区的情报官员。
- 谢伟思（美国驻重庆大使馆二秘、中缅印战区司令部政治顾问，观察组中唯一的文职人员）
- 梅尔文·卡斯伯格少校（美陆军医务部队）
- 雷·克罗姆莱少校（美陆军航空軍）
- 约翰·高林（John Colling）上尉（美陆军步兵部队）：与彼得金拍摄了在延安的大量彩色照片、彩色电影胶片。2007年无偿将《迪克西使团》彩色电影纪录片赠送给上海电视台
- 查尔斯·斯特尔上尉（美陆军航空軍）
- 保罗·多姆克上尉（美陆军通讯兵部队）
- 亨利·惠特塞中尉（美陆军步兵和空地救援组）
- 安东·雷米尼（美陆军通讯兵部队）

1944年7月22日观察组乘C-47型运输机抵达延安，周恩来、张闻天、叶剑英、彭德怀、贺龙和杨尚昆到机场迎接。下榻在延安南门外的边区政府交际处，后搬进了延安北门外延河西岸的一批窑洞与平房内。毛泽东亲自为延安《解放日报》改写社论，把美军观察组热情地称为战友。中共中央专门成立了以军委秘书长杨尚昆为组长的延安中央军委外事组，其成员有柯柏年、陈家康、凌青和黄华，马海德同志任外事组顾问，黄华担任翻译科和联络科科长。
第二批观察组人员共九人于8月7日飞抵延安，毛泽东到机场迎接：
- 卢登（美国驻重庆大使馆二等秘书，中缅印战区司令部顾问）
- 雷金纳尔德·福斯中校（美陆军航空軍）
- 威尔伯·彼得金（英语：Wilbur J. Peterkin）少校（美陆军步兵部队和战略情报局，在中共抗日根据地拍摄了大量的照片传世）
- 查尔斯·多尔少校（美陆军航空軍）
- 布鲁克·多兰上尉（美陆军步兵部队）
- 赫伯特·希契上尉（美海军）
- 路易斯·琼斯中尉（美陆军航空軍）
- 瓦尔特·格雷斯中尉（美陆军通讯兵部队）
- 乔治·中村军士（四级技师）

8月15日，《解放日报》发表了经毛泽东修改的社论指出“美军观察组战友们来到延安，对于争取抗日战争的胜利，实有重大的意义”，“这是中国抗日以来最令人兴奋的一件大事”。“迪克西使团”是中美关系史上特殊的一页，是第一个与中共最高层进行外交联络的美国官方组织。8月20日，毛泽东致电八路军山东军区、新四军军部，让他们尽快的收集日本海军在青岛、烟台、连云港常泊军舰数目及类型、每日进出船舶数目等情报给盟军。八路军总部还与美军观察组组成空军小组，负责处理有关空军的情报。为帮助美方搞好气象观测，中央从延安科学院调来4位同志配合工作。美军在成都、昆明、桂林、柳州等地设有军用机场，急需这些地区的气象情报，便要求各解放区设立气象观测站。经双方协商，由中共方面举办气象测报训练班，美方派员协助训练，并提供所需的气象观测仪器及无线电通信器材，培训后的人员派往各解放区，其收集的气象情报由中央军委三局统一收集后交付美方。
此后，美方陆续到观察组常驻或执行临时任务的还有约翰·戴维斯、有吉幸治上士（美籍日裔，负责对日情报工作并与在延安的日本反战人员联络）以及二百多名美军军官。1944年10月，美军还向共产党领导的广东华南东江纵队也派去了观察组。
使團的任務，除了與中共接觸，也要從政治與軍事上分析中共，決定與中共聯繫是否有利於美國。美國國務院的中國通谢伟思負責政治分析，美國陸軍的包瑞德上校負責軍事分析。他們的報告認為，中共在戰時與戰後可能是個有用的盟友，延安的氣氛比國統區更有活力，也比較不腐化。
中共高层领导人毛泽东、周恩来、八路军总指挥朱德、副总指挥彭德怀、参谋长叶剑英、陈毅、贺龙、林彪、聂荣臻在延安多次会见美军观察组并系统介绍八路军和新四军的抗日情况，各抗日根据地的局势、军民关系、敌后游击战、日伪军情况。中共指示晋察冀、晋冀鲁豫、山东、苏北等抗日根据地选择适当位置开辟符合美军需要的前线应急降落机场，搜集青岛、连云港、上海的日本海军情报。
观察组组长包瑞德上校，在延安曾劝毛泽东放弃武装到国民政府里做官。包瑞德上校每天早餐晚餐前都要“操练”：敞开军外衣，微微凸起的肚子上斜插一支“加拿大橹子”，挺胸甩臂健步急走或缓步慢跑，沿公路到北门、出南门、绕回东关、过延河、经清凉山、军委驻地王家坪、再过延河、经“韬奋书店”回观察组，充分掌握地形。包瑞德提出把美军发给他们每人每天6元的伙食补贴交给延安方面时，被周恩来婉言谢绝：延安的“共产党人把为使团提供食宿当成义务。”
迪克西使团團员安置在延安北门外的“边区司令部”附近烧砖筑窑，在“边司”的操场和菜地上建筑了三层楼高的气象观测楼、仓库（堆满了空运或空投的气象器材、通讯器材、食品药品和被服）、餐厅和警卫室，大门旁搭起了汽车棚和发电机房。观察组的庭院左侧有一片稀疏的柳林，观察组人员常常在林中打羽毛球、办舞会。配备四辆崭新的草绿色小吉普、两台中吉普，但观察组无专职司机，组长包瑞德上校有时也要亲自驾车去东关机场接飞机。1947年3月中共中央转战陕北时这些吉普车也用上了。
1944年8月18日，中共中央下发《关于外交工作的指示》:“这次外国记者、美军人员来我边区及敌后根据地便是对我新民主中国有初步认识后有实际接触的开始。因此把这看做是我们在国际间统一战线的开展,是我们外交工作的开始。”观察组配备的中方人员有两名英语翻译、四名后勤管理员、八名厨师、一名女打字员、一个警卫班。从延安自然科学院调来两男两女配合搞气象观测。
美军观察组向各抗日根据地派出了三个小组，亲身观察八路军对日作战实况：
- 高林上尉率领希契、琼斯于1944年9月初从延安出发过黄河到山西，亲眼看到晋绥军区吕正操司令员指挥的八路军和民兵对日作战，过同蒲铁路封锁线进入晋察冀边区，目睹日军三光制造无人区以封锁晋察冀根据地。这个小组的行程长达二千公里，于11月初返回延安。
- 卢登顾问和彼得金少校率领，成员有多姆克上尉、惠特塞中尉和格雷斯中士，于1944年10月初从延安出发，赴晋察冀根据地，最远到达河北阜平，在近处观察八路军同日军交战并俘虏日本士兵的情况，四个月后回到延安，向美国政府和军方写了详细的报告。
- 军医卡斯伯格少校，同行的还有三名西方记者：沃陶、福尔曼和爱泼斯坦，于1944年10月9日出发东渡黄河，访问了晋绥边区，深入敌后直到离日军占领的汾阳城2公里的地方，目睹八路军攻入汾阳城和俘虏日军的情况，11月下旬返回延安。

1945年1月，惠特塞（惠特尔西）中尉再次去太行山区观察修建的飞机紧急着陆点的情况。1945年1月21日惠特塞中尉在太行山区榆社县堡下村遭日军伏击阵亡。朱德总司令亲临观察组慰问，亲自题写了匾额，将餐厅命名为“惠特尔西纪念堂”。
中共部队在各抗日根据地营救坠机的美国飞行员达一百二十多名。其中一些在华北获救的美国飞行员被八路军护送数千公里经延安转回后方。
1944年夏末,美军观察组延安气象台开始工作，五六名陆军航空队气象人员每天放探空气球(气象员操纵一米多长的单筒望远镜观测气球飞行方向和高度)、搞航站预报、为来往延安的飞机提供气象保证。美军B - 29轰炸机轰炸日军控制的华北和东北地区急需抗日根据地提供沿途气象保障情报。观察组与中央军委谈判达成协议，由中方举办气象测报人员训练班，美方派教员协助训练，毕业于清华大学气象专业的张乃召担任翻译兼教员（解放后任中央气象局副局长），美方提供所需的气象观测仪器及无线电通信器材。各地气象情报资料由军委某局统一收集后交美军军观察组。经过培训的中方气象人员成为中共的第一代气象工作者。1945年3月，八路军的第一代气象兵---清凉山气象训练队成立，刘克东任训练队长（解放后任西安军事电讯工程学院副院长）。1945年4月，延安还为观察组修建了气象观测专用场地，里面可容纳包括所有的气象设备和气象员，还配备了一台发电机和收音机、一个密室、一个作战室和一个暗房。1949年后接收国民政府气象机构、组建新中国气象事业的骨干。
观察组的美军军医离开延安后，马海德医生负责美军观察组的医疗工作。延安由于条件困难，普遍营养不良、体质虚弱、缺医少药。普通的腹泻、痢疾就能夺走青壮年的性命。观察组给的几粒磺胺消炎药、一支盘尼西林，就能挽救一条生命。
1944年10月日军轰炸机飞临延安，专门轰炸美军观察组。人员都躲进窑洞防空。
1944年10月19日，史迪威接到马歇尔召他回国的电报。这标志着美国对华政策转变為完全支持蒋介石。美国驻华大使克拉倫斯·高斯也被迫辞职。
1944年10月22日，戴维斯抵达延安当晚就与毛泽东专门商议美军在连云港登陆之事。戴维斯甚至和包瑞德一起把他们的“登陆作战计划草案”交给了中共。
1944年12月，在美军观察组成员、海军赫伯特·希契上尉即将回国的时候，中共请他向美国海军上将欧内斯特·金转交了一封以朱德的名义、表达中共愿意“配合美军在中国实施任何军事作战活动”的信。
本已离开延安的包瑞德，奉中缅印战区新任指挥官魏德迈的参谋长罗伯特•B.麦克卢尔少将之命，1944年12月27日重返延安通知中共领导人毛泽东、周恩来、朱德、叶剑英：“击败德国人以后（也许这即将来临），那时正在欧洲服役的一个美军空降师可能要派到中国来，参加对日本列岛的最后攻击”。“询问共产党人，当该师在山东沿海共产党控制区建立滩头阵地之后，正常的美军补给线开始运转之前，他们能否照料该师的供应———这不包括弹药武器和其它作战军用品”。中共领导人表示十分高兴，并明确保证：如果美军登陆，中共可以向这个师提供供应品，直到美军的正规供应机关能够承担这一任务为止。蒋介石获知包瑞德延安之行的所作所为后，提出了强烈抗议。魏德迈原本要提拔包瑞德为准将，此事的出现让坚定支持蒋介石的赫尔利阻止了这个提名。这些低级军官的行为不仅为国民党所难容忍，还“造成一些不必要的信息时常让美国的首脑们头痛，甚至激怒了华盛顿参谋部的大多数人”。1944年12月，华盛顿再次明确“拒绝给八路军和新四军提供武器装备”，“白宫否认利用八路军和新四军作为突击力量在中国打败日本人的设想”，毛泽东等“对观察组渐渐不感兴趣了”。
历任美军观察组组长：
- 1944年12月，包瑞德上校结束任期；
- 莫里斯·I·德·帕斯上校任职到1945年2月；
- 威尔伯·J·彼得金（英语：Wilbur J. Peterkin）少校（任内晋升中校）1945年3月4日接任，工作至1945年7月；
- 伊万·D·伊顿（叶顿）上校工作至1946年4月；
- 美籍华人杨照辉上尉（任内晋升少校）；
- 詹姆斯·巴特勒；
- 约翰·塞尔斯上校。

罗斯福特使赫尔利调停国共关系失败后，中共以毛泽东、朱德名义分别给罗斯福写信，但都没有回音。这时雅尔塔会议已经召开，美国对日作战既可以依靠从天寧島起飞轰炸日本列岛，也可以指望苏军参战歼灭关东军集团，因此对中共军队的配合已无迫切，因此不愿意得罪國民政府。
1945年8月15日日本投降后，美军驻延安观察组的使命宣告结束，但是还有许多未了事宜和国共之间的联络有待继续，因此观察组仍留在延安，改为美军联络组，执行美国和中共之间的联络任务。

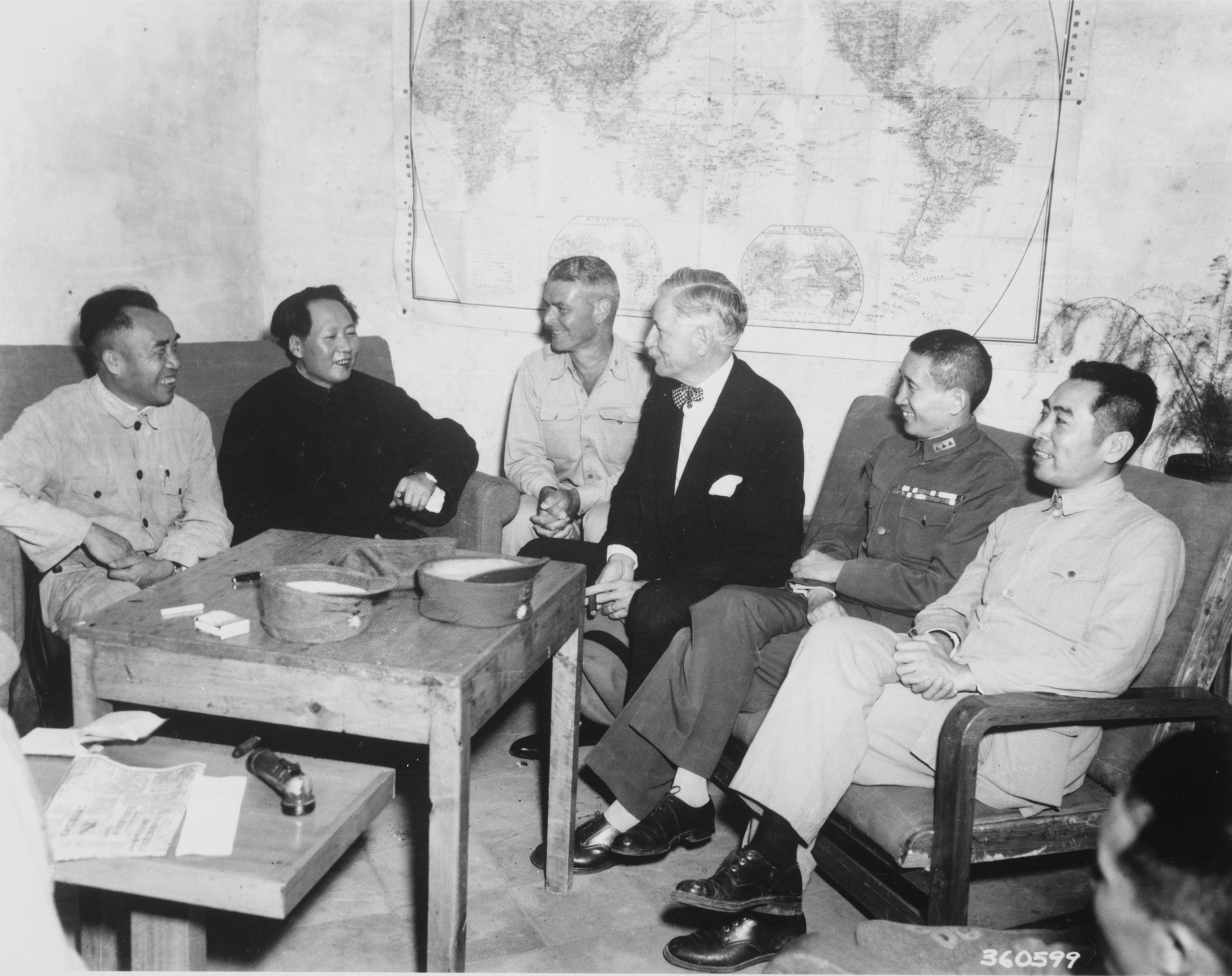
1945年8月27日，毛澤東和美國大使赫爾利、觀察組伊凡·D·耶頓上校開會

1945年8月25日早上8点钟，中共中央决定派遣刘伯承、邓小平、陈毅、林彪、肖劲光、滕代远、陈赓、薄一波、江华、宋时轮、陈锡联、杨得志、李天佑、张际春、王近山、邓克明、邓华、陈再道、聂鹤亭、傅秋涛等二十位高级军政领导人在延安东门外机场搭乘美军观察组的C-46军用运输机起飞去太行区黎城县长宁村临时备降机场。空運使旅程縮短了一兩個月，協助共軍將領迅速到達前线準備受降與國共內戰。
1945年9月下旬，美军海军陆战队模拟在烟台“登陆”，并要求当地八路军及中共烟台市政府撤离。叶剑英致电美军观察组负责人叶顿上校，请其转告美军“有关司令部”停止中共曾经期望的登陆的函电。
1947年3月11日，胡宗南部对陕北发动总攻，美军联络组也在此时撤离，所有人员飞往重庆。飞机起飞7小时后，国军飞机轰炸了毛泽东位于延安的住所。

## 观察组人员的结局
1945年2月28日美国外交官谢伟思和卢登写了最后一份分析时局的报告给美国国务院，建议与中共进行军事合作以击败日本。这个报告得到当时任美国驻华大使馆代办喬治·艾哲遜的同意和批发。这封电报得到了美国国务院亚洲司司长约翰·文森特支持，认为美国应当利用中国一切能同美国合作的力量对日作战。但在美国国内述职的赫尔利看到这封电报后极为愤怒，表示只可能执行援蒋政策，不想也无能促进国共和解，更不要说要國民政府进行民主改革。
1945年6月，谢伟思被美国联邦调查局以通共间谍嫌疑逮捕。两个月后，美国国务院听证会宣布谢伟思无罪。1950年代初麦卡锡主义猖獗时，谢伟思又受到迫害，被开除出国务院。但是，谢伟思不服控告，不停地抗辩。美国最高法院终于判谢伟思无罪，又回到国务院任职。1963年，谢伟思在五十三岁的时候决定提前退休，去从事国际问题研究工作。
冷战初期，包瑞德也被美國政府中親中國國民黨的人譴責，成為麥卡錫主義的犧牲品。包瑞德升准將被否決，旋即退役，到科罗拉多大学教中文谋生。

### 引用
1. ↑  Oscar F. Peatross. . ReView Publications. 1995: 7–8. ISBN 978-0-9652325-0-0.
2. ↑  谢伟思. 約瑟夫 W. 埃谢里克 , 编. . 由罗清; 赵仲强翻译. 國际文化出版公司. 1989年. ISBN 9787800492297. 譯自John Stewart Service. . Random House. 1974年. ISBN 978-0-394-48436-5.
3. ↑  Bixiao, He. . China Report. 2022年2月3日, 58 (1): 28–40  [2023年8月3日]. doi:10.1177/00094455221074187. （原始内容存档于2023年8月3日） –CrossRef.
4. ↑  Tozer, Warren W. . Pacific Historical Review. 1972, 41 (2): 210–211. JSTOR 3638328. doi:10.2307/3638328.
5. ↑  . wenhui.whb.cn.   [2024-06-18]. （原始内容存档于2024-06-18）.
6. ↑  . dangshi.people.com.cn.   [2024-06-18]. （原始内容存档于2024-06-18）.

### 书籍
- Carolle J. Carter. . University Press of Kentucky. 24 April 1997  [2013-10-20]. ISBN 978-0-8131-2015-7. （原始内容存档于2013-12-31）.中译本：卡萝尔·卡特，《延安使命：1944-1947美军观察组延安963天》，世界知识出版社，2004年8月版
- Harrison Forman. . London: Robert Hale. 1946 [1945]. ISBN 978-0306706769.

### 网页
- . 國家檔案和記錄管理局.   [2019-12-08]. （原始内容存档于2020-02-02）.
- . 人民網.   [2013-10-20]. （原始内容存档于2016-03-04）.
- . 中國組織人事報. 2013年7月2日  [2018年4月13日]. （原始内容存档于2018年4月13日）.

## 外部連結
- 哈里森·福爾曼的延安相片 （页面存档备份，存于）。美國地理學協會圖書館